# Locus Map
Locus Map - многофункциональное навигационное приложение для Android, которое добавляет на устройства Android расширенные возможности онлайн и офлайн GPS. В первую очередь оно предназначено и используется для активного отдыха, например, для пеших прогулок, езды на велосипеде, геокешинга. Кроме того, приложение используется профессионалами, например, для сбора геопространственных данных, командами спасательных отрядов, командами воздушной разведки и т. д.
Приложение было разработано чешским разработчиком Иржи Млавцом, основателем компании Asamm Software, расположенной в Праге, Чешская Республика в 2009 году. Развитие Locus Map осуществляется в сотрудничестве с сообществом ее пользователей-участников и, как таковая, частично осуществляется краудсорсингом.
Приложение зарегистрировало до 2 500 000 установок и было рассмотрено в профессиональных СМИ (например, Компьютер-бильд или AndroidPIT). Оно получил награды в нескольких конкурсах приложений и опросах.

## Карты
Locus Map отображает карты из различных источников в онлайн и офлайн режиме:

### Онлайн карты
- США - USGS, OpenStreetMap, ChartBundle . . .
- Европа - IGN (Франция), Outdooractive Архивная копия от 2 апреля 2019 на Wayback Machine (Германия, Австрия), Ordnance Survey Opendata (Великобритания), Kapsi.fi (Финляндия), Turistautak (Венгрия), SHOCart Архивная копия от 19 января 2017 на Wayback Machine (Чешская и Словацкая респ. ), Osmapa.pl, (Польша), Skoterleder (Швеция), Map1.eu (Европа). . .
- другие части света - Visicom (Украина, Азия, Мир), GSI maps (Япония), SledMap Архивная копия от 10 августа 2018 на Wayback Machine (Мир), Navigasi Архивная копия от 25 октября 2018 на Wayback Machine (Индонезия), NzTopoMaps Архивная копия от 27 сентября 2020 на Wayback Machine (Новая Зеландия) и другие.
- поддержка источников WMS - метеокарты, карты NASA, кадастровые карты. . .

Большинство онлайн-карт можно загрузить для автономного использования.

### Офлайн-карты
- the World - специальные векторные карты со сменными темами - пешие прогулки, езда на велосипеде, катание на лыжах, дороги или города - на основе OSM и переработанные.
- Швейцария - карты SwissTopo.
- Германия, Австрия - Outdooractive Архивная копия от 2 апреля 2019 на Wayback Machine карты.
- поддержка форматов SQLiteDB, TAR, MBT, GEMF, Orux или RMAP.
- поддержка других данных OpenStreetMap или пользовательских тем карт.

## Особенности
Поиск адресов (онлайн и офлайн), координат или телефонных контактов, Google Адресов и Википедии для локальных мест.
Точки интереса (POI) и треки - создание точек, поиск и сортировка точек интереса на основе OSM в автономной базе данных. Планирование маршрутов, звуковые уведомления о приближении точек или маршрутах выхода.
Геокешинг - Locus Map - один из официальных партнеров Geocaching.com API. Он позволяет загружать тайники для использования в автономном режиме с помощью надстройки Geocaching4Locus, осуществлять навигацию к тайникам с помощью карты и компаса, онлайн и автономное ведение журнала, поддерживает путевые точки, PocketQuery, отслеживание и спойлеры.
Запись треков - позволяет создавать статистику, диаграммы, настраиваемые профили записи, аудио-тренировки, генерируемые TTS, поддерживает внешние датчики Bluetooth и ANT +.

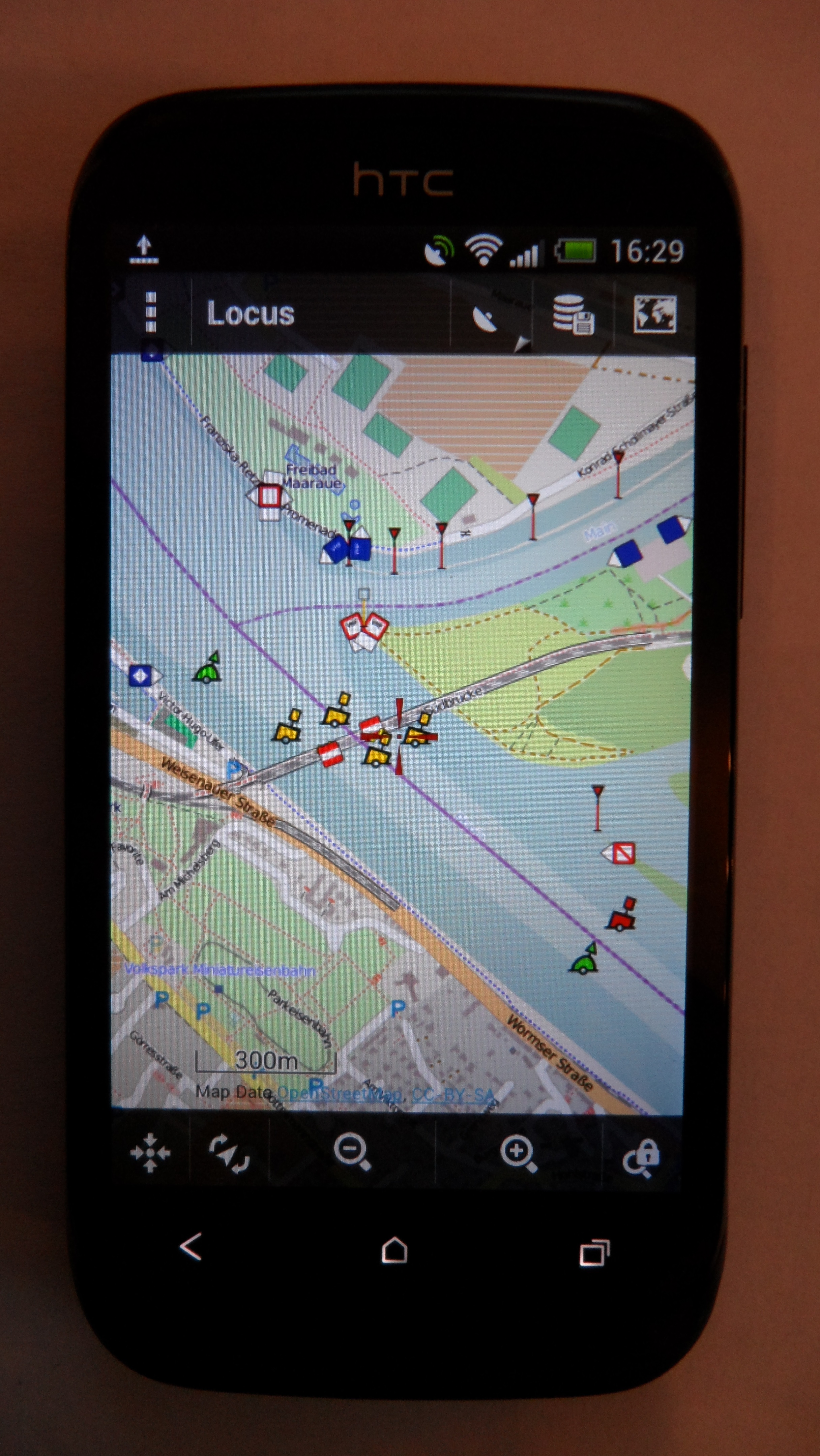
Локус с OpenSeaMap

Пошаговая навигация и руководство - навигация с помощью голосовых подсказок от точки до точки или по маршруту на карте или по компасу.
Отслеживание в реальном времени с обменом информацией о местоположении пользователя друг с другом в режиме реального времени публично или в частных группах.
Функции велокомпьютера включают в себя спидометр, одометр, среднюю скорость, максимальную скорость, профиль высоты, набор высоты, настраиваемую приборную панель. Цифры отображаются над картой, поддерживаются внешние датчики, например, для мониторинга частоты пульса и частоты вращения педалей.
Импорт/экспорт - импорт/экспорт точек и маршруты из/в Интернет или с/на другое программное обеспечение в широком диапазоне форматов (KML, KMZ, GPX ...), экспорт тренировок в веб - сервер, как Страва, Runkeeper, GPSies, Google Earth, Vylety-zabava.cz Архивная копия от 10 декабря 2016 на Wayback Machine и другие.
GPS - Skyplot, отображает актуальную спутниковую сеть, с уведомлениями о статусе GPS, с поддержкой внешних устройств GPS.

## Лицензия
Приложение выпущено в бесплатной и Pro версии. Бесплатная версия имеет ограниченные возможности и содержит рекламу. Locus Map Free доступна бесплатно в Google Play Store, на Amazon или в Samsung App Store. Версию Locus Map Pro можно приобрести только в магазине Google Play.

## Сообщество Locus
Locus Map была разработана в сотрудничестве с пользователями, которые общаются с разработчиками приложения через специальный форум или общие обсуждения GPS или навигации. Основным источником участия пользователей является служба поддержки с системой голосования - пользователи сами голосуют за изменения и улучшения в приложении. Несмотря на то, что разработчики приложений работают в Чешской республике, большая часть сообщества Locus находится в Германии. Переводы приложений выполняются при помощи краудсорсинга.

## Смотрите также
- OpenStreetMap